# Frequenamia pasoensis
Frequenamia pasoensis är en insektsart som beskrevs av Rauno E. Linnavuori och Heller 1961. Frequenamia pasoensis ingår i släktet Frequenamia och familjen dvärgstritar. Inga underarter finns listade i Catalogue of Life.